# Betula microphylla
Betula microphylla — вид квіткових рослин з родини березових (Betulaceae). Росте у Центральній Азії.

## Біоморфологічна характеристика

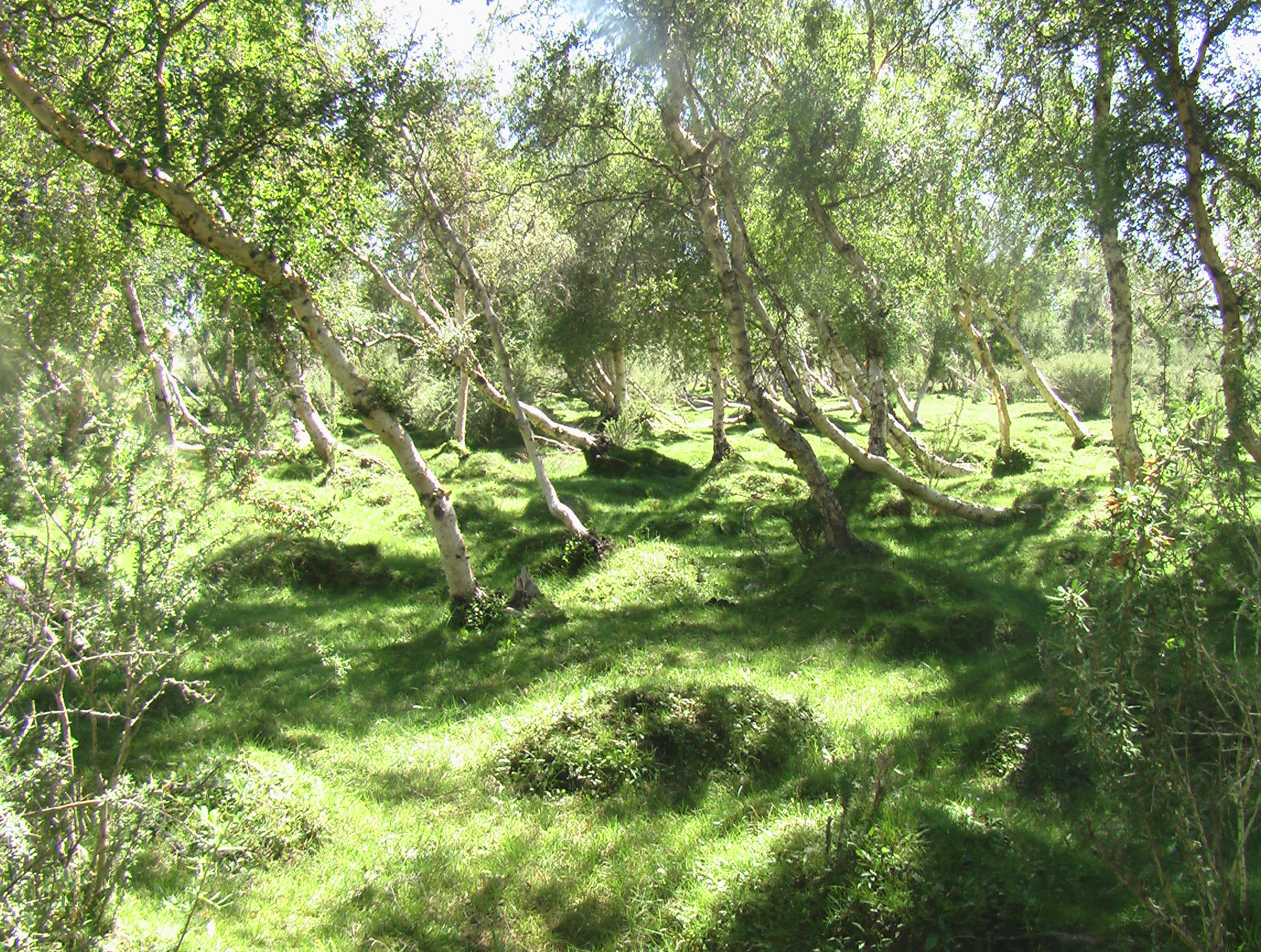

Це багатостовбурове мале дерево, до 6 метрів заввишки. Кора сірувато-біла, лущиться. Гілки сіруватого чи сірувато-коричневого забарвлення, смолисто залозисті. Гілочки жовто-коричневі, густо запушені та смолисто залозисті. Листкова ніжка ≈ 1 см, тонка, густо запушена. Листова пластинка ромбічна чи ромбічно-обернено-яйцювата, 1.5–5 × 1–3.5 см; обидві поверхні рідко запушені та смолисто-пунктуровані в молодому віці, край нерівномірний і подвійно чи просто грубо зазубрений, верхівка гостра чи тупа. Жіночі суцвіття довгасто-циліндричні, 1–2.5 см × 7–8 мм. Горішок яйцеподібний, ≈ 2.5 × 1.5 мм, густо запушений, з плівчастими крилами приблизно ушир як горішок.

## Поширення й екологія
Поширення: Китай (Сіньцзян); Казахстан; Монголія; Росія (Тува, Буряя, Алтай). Росте на висотах від 1200 до 1600 метрів. Цей вид зустрічається в широколистяних лісах і біля струмків у пустельно-степових долинах.